# Ptyelus majusculus
Ptyelus majusculus is een halfvleugelig insect uit de familie Aphrophoridae. De wetenschappelijke naam van deze soort is voor het eerst geldig gepubliceerd in 1908 door Distant.